# *ChocoLate Bomb!!
*ChocoLate Bomb!!（ちょこれーとぼむ。略称：ちょこぼ）は動画投稿サイトをきっかけに結成された日本の7人組ボーイズアイドルグループ。むすめん。（現：MeseMoa.）のお手伝いをしていたえ～すけの「自分もアイドル活動をしたい！」という思いから集められ結成したグループ。株式会社DD所属。

## メンバー

### メンバー一覧
現メンバーの誕生日・出身県・血液型・好きな食べ物・趣味・特技は公式プロフィールをもとに記述。
| 名前         | ニックネーム     | メンバー カラー | 誕生日         | 好きな食べ物                     | 活動期間        | 備考 |            |            |            |            |
| 名前         | ニックネーム     | メンバー カラー | 血液型         | 趣味                             | 活動期間        | 備考 |            |            |            |            |
| 名前         | ニックネーム     | メンバー カラー | 出身地         | 特技                             | 活動期間        | 備考 |            |            |            |            |
| 現メンバー   | 現メンバー       | 現メンバー      | 現メンバー     | 現メンバー                       | 現メンバー      | 現メンバー                                                                                                 | 現メンバー | 現メンバー | 現メンバー | 現メンバー |
| ------------ | ---------------- | --------------- | -------------- | -------------------------------- | --------------- | --- | ---------- | ---------- | ---------- | ---------- |
| え～すけ     | こぬ             | イエロー        | 3月7日         | とろろ・パイナップル・チキン南蛮 | 2014年 -        | リーダー                                                                                                   |            |            |            |            |
| え～すけ     | こぬ             | イエロー        | AB型           | ボディーケア                     | 2014年 -        | リーダー                                                                                                   |            |            |            |            |
| え～すけ     | こぬ             | イエロー        | 東京都         | 早食い                           | 2014年 -        | リーダー                                                                                                   |            |            |            |            |
| ゆじまる     | ゆじ、ゆじくん   | ピンク          | 1994年1月31日  | クッキー                         | 2014年 -        | サブリーダー 2016年までのメンバーカラーは 緑                                                               |            |            |            |            |
| ゆじまる     | ゆじ、ゆじくん   | ピンク          | B型            | Instagram                        | 2014年 -        | サブリーダー 2016年までのメンバーカラーは 緑                                                               |            |            |            |            |
| ゆじまる     | ゆじ、ゆじくん   | ピンク          | 千葉県         | メイク                           | 2014年 -        | サブリーダー 2016年までのメンバーカラーは 緑                                                               |            |            |            |            |
| ぱんめん     | ぱんめん、ヨシキ | ブルー          | 1993年4月27日  | 辛い物・ポテト                   | 2014年 -        | 加入以前は『食パンMen』名義で動画投稿・イベント出演をこなす。                                              |            |            |            |            |
| ぱんめん     | ぱんめん、ヨシキ | ブルー          | AB型           | ゲーム                           | 2014年 -        | 加入以前は『食パンMen』名義で動画投稿・イベント出演をこなす。                                              |            |            |            |            |
| ぱんめん     | ぱんめん、ヨシキ | ブルー          | 神奈川県       | DJ                               | 2014年 -        | 加入以前は『食パンMen』名義で動画投稿・イベント出演をこなす。                                              |            |            |            |            |
| たっくん     | たくと           | パープル        | 1993年11月11日 | エビ・オムレツ                   | 2014年 -        | |            |            |            |            |
| たっくん     | たくと           | パープル        | AB型           | くつ集め                         | 2014年 -        | |            |            |            |            |
| たっくん     | たくと           | パープル        | 東京都         | うでがやわらかい                 | 2014年 -        | |            |            |            |            |
| れお         | れおくん、れおぴ | オレンジ        | 6月18日        | 寿司・アイス                     | 2016年 -        | ライブでのMCを担当する。                                                                                   |            |            |            |            |
| れお         | れおくん、れおぴ | オレンジ        | O型            | コスプレ                         | 2016年 -        | ライブでのMCを担当する。                                                                                   |            |            |            |            |
| れお         | れおくん、れおぴ | オレンジ        | 愛知県         | なんでも腐に変換できる           | 2016年 -        | ライブでのMCを担当する。                                                                                   |            |            |            |            |
| 渚こうた     | こうたん         | グリーン        | 1998年9月17日  | オムライス、いなり寿司           | 2019年 -        | 以前は踊り手として活動。 『*ChocoLate Baby!!』として研修活動を経た後、2019年に正式加入。                   |            |            |            |            |
| 渚こうた     | こうたん         | グリーン        | O型            | ポケモン                         | 2019年 -        | 以前は踊り手として活動。 『*ChocoLate Baby!!』として研修活動を経た後、2019年に正式加入。                   |            |            |            |            |
| 渚こうた     | こうたん         | グリーン        | 千葉県         | ポケモン                         | 2019年 -        | 以前は踊り手として活動。 『*ChocoLate Baby!!』として研修活動を経た後、2019年に正式加入。                   |            |            |            |            |
| さっさー     | さっさー         | レッド          | 1998年8月25日  | カレーライス                     | 2019年 -        | 『*ChocoLate Baby!!』として研修活動を経た後、2019年に正式加入。                                            |            |            |            |            |
| さっさー     | さっさー         | レッド          | A型            | 映画鑑賞                         | 2019年 -        | 『*ChocoLate Baby!!』として研修活動を経た後、2019年に正式加入。                                            |            |            |            |            |
| さっさー     | さっさー         | レッド          | 東京都         | 暗算                             | 2019年 -        | 『*ChocoLate Baby!!』として研修活動を経た後、2019年に正式加入。                                            |            |            |            |            |
| 卒業メンバー |                  |                 |                |                                  |                 | |            |            |            |            |
| いりぽん     | いりぽん先生     | レッド          | 6月12日        |                                  | 2014年 - 2016年 | 現在はソロで YouTuber /振付師/ベアードアードとして活動。                                                   |            |            |            |            |
| いりぽん     | いりぽん先生     | レッド          |                |                                  | 2014年 - 2016年 | 現在はソロで YouTuber /振付師/ベアードアードとして活動。                                                   |            |            |            |            |
| いりぽん     | いりぽん先生     | レッド          |                |                                  | 2014年 - 2016年 | 現在はソロで YouTuber /振付師/ベアードアードとして活動。                                                   |            |            |            |            |
| しろぺん     | しろぺん         | 白              | 2009年9月9日   | 野菜・くだもの                   | 2019年          | 現在は、ちょこぼ公式サポーター。 ミニヤギ。日本ペットモデル協会所属。 ファションショーでは優勝経験もある。 |            |            |            |            |
| しろぺん     | しろぺん         | 白              | 反芻           |                                  | 2019年          | 現在は、ちょこぼ公式サポーター。 ミニヤギ。日本ペットモデル協会所属。 ファションショーでは優勝経験もある。 |            |            |            |            |
| しろぺん     | しろぺん         | 白              | お手・おまわり |                                  | 2019年          | 現在は、ちょこぼ公式サポーター。 ミニヤギ。日本ペットモデル協会所属。 ファションショーでは優勝経験もある。 |            |            |            |            |

### 自己紹介の台詞

#### 現メンバー
え～すけ
カロリー is ジャスティス！カラオケ is ジャスティス！ちょこぼ is ジャスティス！ちょこぼのリーダー、メンバーカラー黄色、え～すけです！
ゆじまる
今日もゆじまるビジュアル～にじゅうまる～！メンバーカラーピンク、ゆじまるです！
ぱんめん
ワハハ、ジャパン！×３
高橋春の、パンまつり！メンバーカラー青、ぱんめんです！
たっくん
ずっきゅん！ばっきゅん！う～たっくん！エースになるぞ、エイエイオー！メンバーカラー紫、たっくんです！
れお
今日も頑張れお！笑顔になれお！盛り上がれお！メンバーカラーオレンジ、れおです！
渚こうた
はじまるよ！はじまるよ！はじまるよったらはじまるよ！5と5でこうたしか〜！メンバーカラー緑、渚こうたです！
さっさー
メンバーカラー赤、塩顔高身長担当のさっさーです！

#### 卒業メンバー
いりぽん
バチコンウィンクで今日からあなたも？いりぽん推し～！

## グループ略歴

### 2014年
- 2月24日 - 踊ってみた初投稿　【イジワルしないで抱きしめてよ】　メンバー：え～すけ・ゆじまる・たっくん・いりぽん・ぱんめんの5人で*ChocoLate Bomb!!を結成。
  - 2月25日、コラボとして*ChocoLate Bomb!!が誕生。むすめん。 に憧れたえ～すけ、『にゃんたろproject』での活動が無くなっていたぱんめんの2人に、え～すけがツイッターで探して声をかけた3人（ゆじまる、たっくん、いりぽん）の合計5人で結成された。
- 8月17日 - 『出れんの！？サマソニ！？』初出演
- 12月7日 - 初の単独ライブ『*ChocoLate Bomb!!初単独LIVE2014冬～冬に咲かすは5色の桜～』開催。（東京カルチャーカルチャー）

### 2015年
- 3月21日 - 1stシングル『Vanguard』発売。
- 3月19日 - 1stミニアルバム『MARBLE』発売。
- 10月31日～ - 『ちょこぼLIVETOUR2015』開催。

### 2016年
- 3月5日 - 2ndシングル『VIVID DREAMERS』発売。
- 3月5日 - 『*ChocoLate Bomb!! LIVE TOUR 2016春～さよならいりぽんワールド～』開催。
- 4月末 - いりぽん卒業、4人体制で活動を続ける。
- 8月20日 - 3rdシングル『ワッショイ！祭！祭！SHOW TIME！』発売。
- 10月28日 - 『*ChocoLate Halloween Night!!』（ゲストMCとして、れおも参加）
- 11月1日 - 公式放送でれおの加入が発表される。ここから5人体制での活動となる。
- 11月19日 - 4thシングル『Castle in the darkness / 聖なる夜に灯を』発売。

### 2017年
- 1月7日 - 正月ライブ『あけおめちょこよろ2018～一家団ワンの宴～』 開催。
- 5月3日 - 株式会社DDへの所属を発表。
- 5月28日 - 1stフルアルバム『ミルフィーユ』発売。
- 9月9日 - ワンマンライブ『Sweet MoonLight Recital』開催。
- 11月18日 - 5thシングル『？～クエスチョンマーク～ / 君というキセキ』発売。
- 12月24日 - クリスマスライブ『X'masというキセキ〜愛の弾丸で撃ちぬいて〜』 開催。

### 2018年
- 2月3日 - 『*ChocoLate Bomb!!～メンバーも知らないゲストなんてあるぼむ？！SP』開催。
- 2月12日 - 『今夜だけは…～Give Me Love *ChocoLate～』開催。
- 2月24日 - 『教えて?!ちょこぼ先輩!』開催。(ぜあらる。、Mesemoa. Babies(仮)、DD研修生、DDスタッフ)
- 3月30日 - ワンマンライブ『スーパーチョコレートパニックＤＸ』開催。（新宿BLAZE）
- 4月22日 - 渚こうた、さっさーが研修生「*ChocoLate Baby!!」として参加。メンバー5人＋研修生2人となる。
- 4月28日 - 6thシングル『Spare Key』発売。
- 11月24日～ - 『大爆発チョコレート 〜どっかーん‼〜』開催。
- 12月22日 - 2ndフルアルバム『MOUSSE』発売。

### 2019年
- 4月7日 - 『*ChocoLate Bomb!!全曲ライブ〜チョコレクション〜 』開催。(*Choco baby!!と元メンバーのいりぽんも参加)
- 4月20日～6月2日 - 『ちょこぼちゃん vs パラゴンちゃん ～IDOL MIX WAR～』開催。
- 6月2日 - 新メェンバー、しろぺん（ミニヤギ・♂）が加入することを発表。5人＋1匹＋研修生2人体制となる。
- 6月24日 - 7thシングル『LOVE ME DO～どこにもいっちゃだメェ～』発売。
- 8月31日 - 『*ChocoLate Baby!!加入チャレンジワンマンLIVE!! 』(渚こうた、さっさー(*ChocoLate Baby!!)) 
  - 実来客数が200人を超えたら*ChocoLate Bomb!!に加入できる条件で、これを達成。
- 9月1日 - 渚こうた、さっさーが加入。7人＋1匹体制となる。
- 9月10日 - 『しろぺん卒業LIVE～ずっとそばにいるメェ～』開催。
- 9月26日 - 『「大切なお知らせ」ちょこぼ、７人体制になりました』開催。(恵比寿LIOUIDROOM)
- 9月をもって、しろぺん卒業。7人体制となる。
- 10月12日 - 8thシングル『ZETTAIフィーリング』発売。

### 2020年
- 1月13日 - 9thシングル『I AM』発売。
- 2月22日～ - 『Live Tour 2020冬 〜power of 7〜』開催。
  - 新型コロナウイルスの影響で11公演中6公演が中止。3月21日ファイナル公演は品川インターシティホール で無観客インターネット生配信で開催。
- 9月1日 - 7人の新体制となった日を”ちょこぼの日”とした。
- 10月10日 - 『「ちょこぼの日」フリーライブ』開催。

- 11月29日 - 『WE ARE ちょこぼ 2020～なんでもない日バンザイ！～』開催。

### 2021年
- 1月4日 - Zepp DiverCity(TOKYO)ワンマンライブを開催。
- 2月14日 - 10thシングル『Hungry Wolves』を発売。
- 9月1日 - 『「ちょこぼの日Ⅱ』開催。
- 5月9日〜8月23日 - 『*ChocoLate Bomb!!クアトロツアー2021「Bitter ＆ Sweet days」』開催。
- 10月22日 - 『*ChocoLate Bomb!!ホールワンマンライブ サン&ムーン「ムーン」』を開催。
- 12月18日 - 『*Chocolate Bomb!!ワンマンライブ2021冬』を開催。

### 2022年
- 1月28日 - 3rdアルバム『produce of 7』を発売。
- 2月13日 - 『バレンタインデーイベント2022』を開催。
- 3月17日 - 11thシングル『Tick-Tack』発売。
- 3月6日～27日 - 『*Chocolate Bomb!!～全国ライブハウスへ行こうよ～第一弾』を開催。
- 5月5日～6月11日 - 『*Chocolate Bomb!!　LIVE TOUR2022 ~Tick-Tack~』を開催。
- 7月21日 - 4thアルバム『MAPLE』を発売。

### 2024年（無期限活動休止へ）
- 2月25日 - 無期限活動休止を発表[4]。
- 9月1日 - パシフィコ横浜でラストライブ『*ChocoLate Bomb!! BEST LIVE 〜My sweetest memories〜』を開催し無期限活動休止した。

### 結成のきっかけ
え～すけがむすめん。の活動に憧れを抱き、インターネット上で初期のメンバーに声をかけたことがきっかけ。初期メンバーの5人全員がニコニコ動画で踊ってみた動画を投稿していた。

### セルフプロデュースでの活動
MeseMoa.の改名と同時期にぜあらる。（篠原裕之）が立ち上げた株式会社DDに所属するまでは事務所に所属せず、セルフプロデュースでの活動を行っていた。ライブのブッキング、衣装選び、音源や動画の編集などを自分たちでこなしていた。事務所に所属している現在もYouTubeチャンネルの動画等、メンバー発信での活動も数多い。

### その他
一時期メンバー全員(え～すけ・たっくん・ゆじまる・ぱんめん・れお)でシェアハウスに住んでいたことがある。
YouTubeチャンネルには、オリジナル曲のPV、ライブ映像、踊ってみた動画の他にも、メンバー全員の日常系動画や、メンバーそれぞれのソロ動画が投稿されている。

## ディスコグラフィ

### CD
|      | 発売日         | タイトル                                                    | 収録曲                                                | 作家                                                                                                | 備考                                                     |
| ---- | -------------- | ----------------------------------------------------------- | ----------------------------------------------------- | --------------------------------------------------------------------------------------------------- | -------------------------------------------------------- |
| 1st  | 2015年3月21日  | Vanguard                                                    | ①Vanguard ②SOUL BOY                                   | ①作詞作曲：もりのこかげ ②作詞作曲：もりのこかげ                                                     |                                                          |
| 2nd  | 2016年3月5日   | VIVID DREAMERS                                              | ①VIVID DREAMERS ②純情ラベンダー                       | ①作詞：Tohki／作曲：Mikkii,Maxi ②作詞：Maxi／作曲：Bach                                             | ②はゆじまる、たっくんのユニット曲 いりぽんラストシングル |
| 3rd  | 2016年8月20日  | ワッショイ！祭！祭！SHOW TIME！                             | ①ワッショイ！祭！祭！SHOW TIME！ ②スタートダッシュ！  | ①作詞：Maxi／作曲：Maxi,Bach ②作詞作曲：Mikkii                                                      |                                                          |
| 4th  | 2016年11月19日 | Castle in the darkness/聖なる夜に灯を                       | ①Castle in the darkness ②聖なる夜に灯を               | ①作詞：Maxi／作曲：Bach ②作詞作曲：Mikkii,Maxi                                                      | れお加入後初シングル 初の両A面シングル                   |
| 5th  | 2017年11月18日 | ？〜クエスチョンマーク〜/君というキセキ【クエスチョンtype】 | ①？〜クエスチョンマーク〜 ②君というキセキ             | ①作詞作曲：GRANDSTAND ②作詞：ヨネヤマユキ／作曲：宮﨑歩                                             |                                                          |
| 5th  | 2017年11月18日 | 君というキセキ/？〜クエスチョンマーク〜【キセキtype】       | ①君というキセキ ②？〜クエスチョンマーク〜             | ①作詞：ヨネヤマユキ／作曲：宮﨑歩 ②作詞作曲：GRANDSTAND                                             |                                                          |
| 6th  | 2018年4月28日  | Spare Key                                                   | ①Spare Key ②JUICY BEAT 〜情熱は止まらない～           | ①作詞作曲：TAKESHI ②作詞作曲：TAKESHI                                                               |                                                          |
| 7th  | 2019年6月24日  | LOVE ME DO ～どこにもいっちゃだメェ～                       | ①LOVE ME DO ～どこにもいっちゃだメェ～ ②To the future | ①作詞作曲：halyosy ②作詞作曲：山口たこ                                                              | ミニヤギの『しろぺん』がメンバーとして参加               |
| 8th  | 2019年10月12日 | ZETTAIフィーリング                                          | ①ZETTAIフィーリング ②First light ③少林寺少年          | ①作詞作曲：フレッシュプードル ②作詞作曲：Mikkii ③作詞作曲：ゆーき(GRANDSTAND)                       | 渚こうた・さっさー加入後初シングル                       |
| 9th  | 2020年1月13日  | I AM                                                        | ①I AM ②FEEDBACK ③Let it Shine                         | ①作詞作曲：阿久津健太郎 ②作詞作曲：阿久津健太郎 ③作詞作曲：細井健太                                 | ③はたっくんのソロ曲                                      |
| 10th | 2021年2月14日  | Hungry Wolves                                               | ①Hungry Wolves ②We’re all together ③口笛              | ①作詞：メイリア(GARNiDELiA)／作曲：toku(GARNiDELiA) ②作詞作曲：阿久津健太郎 ③作詞作曲：阿久津健太郎 |                                                          |
| 11th | 2022年3月17日  | Tick-Tack                                                   | ①Tick-Tack ②リグレットブルー ③Awaking the RED         | ①作詞作曲：阿久津健太郎 ②作詞作曲：阿久津健太郎 ③作詞作曲：yksb                                     |                                                          |
| 12th | 2022年12月15日 | SADISTIC BABY                                               | ①SADISTIC BABY ②推しが優勝                            | ①作詞作曲編曲：阿久津健太郎 ②作詞：渚こうた／作曲編曲：阿久津健太郎                                 |                                                          |

### Digital Single
|     | 発売日         | タイトル             | 作家                                                     |
| --- | -------------- | -------------------- | -------------------------------------------------------- |
| 1st | 2021年6月30日  | ハッピーエンディング | 作詞：れお／作曲：阿久津健太郎                           |
| 2nd | 2021年7月28日  | NEW STAR             | 作詞：さっさー／作曲：内野歩,SILLY TEMBA,さいとう涼      |
| 3rd | 2021年8月18日  | 紆余曲折LIFE!!       | 作詞：え〜すけ／作曲：わんちゃんわんわんねこにゃんにゃん |
| 4th | 2021年9月30日  | ラスボスナーラック   | 作詞：渚こうた／作曲：yksb                               |
| 5th | 2021年10月18日 | ORIGINAL             | 作詞：ゆじまる／作曲：阿久津健太郎                       |
| 6th | 2021年11月26日 | ショコラティエ       | 作詞：たっくん／作曲：風弥〜Kazami〜                     |
| 7th | 2021年12月30日 | アドナイ             | 作詞：ぱんめん／作曲：わんちゃんわんわんねこにゃんにゃん |

### アルバム
| 順  | タイトル | 発売          | 収録曲                                        | 作家                                                                         | 備考                                                                             |
| --- | -------- | ------------- | --------------------------------------------- | ---------------------------------------------------------------------------- | -------------------------------------------------------------------------------- |
| 1st | MARBLE   | 2015年9月19日 | ①*ColorFul Bomb!! ②GLITTERS ③コスモ ④シンプル | ①作詞作曲：Mikkii ②作詞：Tohki／作曲：Bach ③作詞作曲：Mikkii ④作詞作曲：Maxi | 特典映像としてDVDに下記を収録 ①ちょこタンヌーボー ②ちょこぼガチンコ ゴチバトル!! |

| 順  | タイトル     | 発売           | 収録曲 | 作家 | ボーカル                                                                    | 備考                                                            |
| --- | ------------ | -------------- | --- | --- | --------------------------------------------------------------------------- | --------------------------------------------------------------- |
| 1st | ミルフィーユ | 2017年5月28日  | ①Layers of Seasons ②爆裂戦隊チョコレンジャー ③ネバギバ！ ④The Moon Floating In The Sea ⑤脳内妄想☆レボリューション ⑥Sweet Starlight ⑦Aaja Nachle ⑧Crazed Love ⑨Good Night ⑩青色メモリー ⑪飛び込め！夏色パラダイス☆ ⑫プレシャスストーリー ⑬*ColorFul Bomb!! (Mille-feuille Mix) | ①作曲：Mikkii ②作詞作曲：Mikkii ③作詞作曲：Maxi ④作詞作曲：Mikkii ⑤作詞：とらんぺっとぷーこ／作曲：Dios/シグナルP ⑥作詞作曲：Maxi ⑦作詞：Maxi／作曲：Bach ⑧作詞：Maxi／作曲：Bach ⑨作詞：とらんぺっとぷーこ／作曲：Dios/シグナルP ⑩作詞作曲：Dios/シグナルP ⑪作詞：Maxi／作曲：Bach ⑫作詞作曲：Maxi ⑬作詞作曲：Mikkii                                     | ④え〜すけ・ぱんめん ⑩れお                                                   | 特典映像としてDVDに下記を収録 ①*ChocoLate Bomb!! 学力テスト     |
| 2nd | MOUSSE       | 2018年12月22日 | ①激ｰLOVE ②Bitter ＆ Sweet days ③Mr.シャーロック ④LOVE BREATH ⑤セレナーデ セレナーデ ⑥賽は投げられた ⑦ヒトツユメ ⑧ラブチョコ ⑨トロピカる☆ ⑩Time after Time | ①作詞作曲：阿久津健太郎 ②作詞作曲：阿久津健太郎 ③作詞作曲：阿久津健太郎 ④作詞作曲：阿久津健太郎 ⑤作詞作曲：阿久津健太郎 ⑥作詞作曲：小川裕司 ⑦作詞作曲：GAKU ⑧作詞作曲：GAKU ⑨作詞作曲：GAKU ⑩作詞作曲：阿久津健太郎 | ④え〜すけ ⑥え〜すけ・ゆじまる・さっさー ⑧ぱんめん・たっくん・れお・渚こうた | 特典映像としてDVDに下記を収録 ①愛の料理対決！                   |
| 3rd | produce of 7 | 2022年1月28日  | ①ハッピーエンディング ②NEW STAR ③紆余曲折LIFE!! ④ラスボスナーラック ⑤ORIGINAL ⑥ショコラティエ ⑦アドナイ | ①作詞：れお／作曲：阿久津健太郎 ②作詞：さっさー／作曲：内野歩,SILLY TEMBA,さいとう涼 ③作詞：え〜すけ／作曲：わんちゃんわんわんねこにゃんにゃん ④作詞：渚こうた／作曲：yksb ⑤作詞：ゆじまる／作曲：阿久津健太郎 ⑥作詞：たっくん／作曲：風弥〜Kazami〜 ⑦作詞：ぱんめん／作曲：わんちゃんわんわんねこにゃんにゃん                                            |                                                                             |                                                                 |
| 4th | MAPLE        | 2022年7月21日  | ①HONEY BUNNY ②アイアンソウル ③Fun Funky Time ④MOEMOEYO ⑤Kiss&Climb ⑥How I feel you now ⑦ドレスコードを笑って ⑧ウンメイテキ！ ⑨Perfect! ⑩アオハル ⑪シンプル 2022ver. | ①作詞作曲：阿久津健太郎 ②作詞作曲：阿久津健太郎 ③作詞作曲：阿久津健太郎 ④作詞：渚こうた／作曲：阿久津健太郎 ⑤作詞作曲：阿久津健太郎 ⑥作詞：内野歩,さいとう涼／作曲：内野歩,SILLY TEMBA,さいとう涼 ⑦作詞：野崎弁当(MeseMoa.)／作曲：SINISTLA ⑧作詞作曲：GAKU ⑨作詞：SILLY TEMBA,内野歩／作曲：SILLY TEMBA,内野歩,さいとう涼 ⑩作詞作曲：ynz ⑪作詞作曲：Maxi | ⑤ゆじまる ⑥ゆじまる・さっさー ⑦ぱんめん・れお ⑧え〜すけ・たっくん・渚こうた | 特典映像としてBlu-rayに下記を収録 ①れおの地元「豊橋」に行こう！ |

## ライブ
※単独ライブ
| 公演日                | タイトル                                                                     | 会場 |                                                                   |
| --------------------- | ---------------------------------------------------------------------------- | --- | ----------------------------------------------------------------- |
| 2014/12/06            | 初単独ライブ2014冬～冬に咲かすは5色の桜～                                    | |                                                                   |
| 2015/10/31～2011/1/21 | ちょこぼLIVETOUR2015                                                         | 10/31 名古屋 11/21 東京 |                                                                   |
| 2016/3/5～2016/3/27   | *ChocoLate Bomb!! LIVE TOUR 2016春～さよならいりぽんワールド～               | 3/5 大阪 LIVE SQUARE 2nd LINE 3/27 名古屋 名古屋RAD HALL |                                                                   |
| 2016/4/23             | *ChocoLate Bomb!! LIVE TOUR 2016春～さよならいりぽんワールド～東京ファイナル | 東京 初台Doors |                                                                   |
| 2016/10/28            | *ChocoLate HalloweenNight!!                                                  | | ゲストMC：れお                                                    |
| 2017/1/7              | あけおめちょこよろ2018～一家団ワンの宴～                                     | 東京 代官山LOOP |                                                                   |
| 2017/6/4～2017/7/30   | 「ミルフィーユパニック」                                                     | 6/4 東京 六本⽊VARIT. 6/17 愛知 名古屋⼤須TOYS 7/8 大阪 梅⽥Zeela 7/15 宮城 LIVE HOUSE enn 2nd 7/23 福岡 福岡Queblick 7/30 東京 SPACE ODD |                                                                   |
| 2017/9/9              | Sweet MoonLight Recital                                                      | 東京 青山月見ル君想フ |                                                                   |
| 2017/12/24            | X'masというキセキ〜愛の弾丸で撃ちぬいて〜                                    | 大阪 LIVEHOUSE GABU |                                                                   |
| 2018/2/3              | *ChocoLate Bomb!!～メンバーも知らないゲストなんてあるぼむ？！SP              | 東京 吉祥寺CLUB SEATA |                                                                   |
| 2018/2/12             | 今夜だけは…～Give Me Love *ChocoLate～                                       | |                                                                   |
| 2018/3/30             | スーパーチョコレートパニックＤＸ                                             | 東京 新宿BLAZE |                                                                   |
| 2018/11/24～2019/2/9  | 大爆発チョコレート 〜どっかーん‼〜                                           | 11/24 神奈川 川崎セルビアンナイト 12/1 大阪 OSAKA RUIDO 12/22 神奈川 川崎セルビアンナイト 12/30 愛知 伏見JAMMIN 1/14 埼玉 西川口Hearts 1/19 岡山 岡山LIVEHOUSE IMAGE 1/20 福岡 福岡CB 1/26 宮城 仙台88 1/27 宮城 仙台88 2/2 千葉 柏PALOOZA 2/9 新潟 柳都SHOW CASE!! | *Choco Baby!!も出演 ※1/14に関しては*Choco Baby!!出演なし          |
| 2019/2/15             | 大爆発チョコレート 〜どっかーん‼〜FINAL                                      | 東京 新宿BLAZE |                                                                   |
| 2019/4/7              | *ChocoLate Bomb!!全曲ライブ〜チョコレクション〜                              | 東京 品川ステラボール | *Choco baby!!と元メンバーのいりぽんも参加                         |
| 2019/9/10             | しろぺん卒業LIVE～ずっとそばにいるメェ～                                     | 神奈川 川崎セルビアンナイト |                                                                   |
| 2019/9/26             | 『大切なお知らせ』ちょこぼ、７人体制になりました                             | 東京 恵比寿 LIQUIDROOM | 7人体制初ワンマン                                                 |
| 2020/2/22～3/7        | Live Tour 2020冬 〜power of 7〜                                              | 2/22 大阪 大阪RUIDO 2/24 埼玉 HEAVEN'S ROCKさいたま新都心VJ-3 3/7 東京※ 3/14 東京 初台Doors【中止】 3/15 東京 初台Doors【中止】 | 新体制7人での初ツアー ※新型コロナウイルスの影響により無観客生配信 |
| 2020/3/21             | Live Tour 2020冬 〜power of 7〜 FINAL                                        | 東京※ | 新体制7人での初ツアー ※新型コロナウイルスの影響により無観客生配信 |
| 2021/5/9〜8/23        | *ChocoLate Bomb!!クアトロツアー2021「Bitter ＆ Sweet days」                  | 5/9 名古屋 名古屋CLUB QUATTRO 6/6 広島 広島CLUB QUATTRO 7/30 大阪 梅田CLUB QUATTRO 8/23 東京 渋谷CLUB QUATTRO |                                                                   |
| 2021/10/22            | *ChocoLate Bomb!!ホールワンマンライブ サン&ムーン「ムーン」                  | 大田区民ホール アプリコ 大ホール |                                                                   |
| 2021/12/18            | *Chocolate Bomb!!ワンマンライブ2021冬                                        | SHIBUYA PLEASURE PLEASURE |                                                                   |
| 2022/1/5              | DDお正月配信ライブ                                                           | 池袋・DD LIVE CAFE cosmic!! | 療養のため渚こうた欠席                                            |
| 2022/2/13             | ちょこぼバレンタインイベント2022                                             | 横浜YTJホール | 新型コロナウィルス抗原検査陽性のためゆじまる欠席                  |
| 2022/3/6～3/27        | *Chocolate Bomb!!～全国ライブハウスへ行こうよ～第一弾                        | 3/6 岡山 CRAZY MAMA KINGDOM 3/26 島根 松江AZTiC canova 3/27 鳥取 米子AZTIC luughs |                                                                   |
| 2022/5/5~6/11         | *Chocolate Bomb!! LIVE TOUR 2022 ～Tick-Tack～                               | 5/5 愛知 名古屋CLUB QUATTRO 5/7 福岡 Drum Be-1 5/8 福岡 Drum Be-1 5/14 宮城 仙台Darwin 5/15 宮城 仙台Darwin 5/21 群馬 高崎club FLEEZ 5/22 群馬 高崎club FLEEZ 5/28 大阪 umeda TRAD 5/29 大阪 umeda TRAD 6/11 東京 赤羽ReNY alpha 6/12 東京 赤羽ReNY alpha           |                                                                   |

## 作品・出演等

### 舞台・ミュージカル
- ベースボールファイターズ（2017年6月27日～7月2日）　ぱんめん（渡里風魔（四番・ピッチャー）役）
- Re：Trigger　砂岡事務所プロデュース/ミュージカル（2019年3月20日～25日）え～すけ（ホク役）・さっさー（ノーチ役）
- Phantom Quest　（2020年11月5日～15日）え～すけ（ボニート・ルーカス役）・れお（ルプス役）・渚こうた（マルコ役）

### ネットドラマ
- アキハバラ@DEEP2.0（2020年9月18日、Amazonビデオ 他）ゆじまる

声優
- アプリゲーム「ObeyMe!」　れお（アスタ役）2021年冬頃イベント

### ラジオ
- ぜあらる。のお雑談RADIO Returns！(サブパーソナリティ・にーちゃん、*ChocoLate Bomb!!・れお、パンダドラゴン・ようた、メンバーはゲストとして登場)（2017年4月7日～、FM-FUJI)

### 書籍・雑誌
- 『KISS』（イーネット・フロンティア 、2017年4月24日）ISBN 978-4862059055

- *ChocoLate Bomb!! SECOND PHOTOBOOK ～チョコレートが甘いなんて誰が決めたの？～（主婦と生活社 2019年3月27日）ISBN 978-4391153507